# 情场世界波
《情场世界波》（法语：Grégoire Moulin contre l'humanité）是一部2001年的法国电影，由阿蒂斯·德庞格恩编、导、演。影片主人公是格雷古瓦赫·穆兰，少年时与足球、舞蹈等结下不解之缘，后来去到巴黎，与一舞蹈教师发展出一段感情纠葛。影片中有不少向经典电影致敬的镜头。